# Johann Georg Landbeck
Johann Georg Landbeck (* 26. Juli 1654 in Schrozberg, Grafschaft Hohenlohe; † 1683 in Windsheim) war ein deutscher Mediziner, Stadtarzt in Kissingen und Mitglied der Gelehrtenakademie „Leopoldina“.
Johann Georg Landbeck war Respondent der Medizin an der Universität Wittenberg. Er war anschließend Physicus in Schwabach und Rothenburg ob der Tauber sowie Stadtarzt in Kissingen.
Am 22. September 1682 wurde Johann Georg Landbeck mit dem akademischen Beinamen SERAPIO I. als Mitglied (Matrikel-Nr. 108) in die Leopoldina aufgenommen.

## Schriften
- mit Johann Friedrich Rüdel: De sole. Henckel, Wittenbergae 1674 Digitalisat
- mit Michael Sennert: Disputatio medico inauguralis de Morbo Hungarico, sive Castreni. Henckel, Wittenbergae 1677 Digitalisat